# Бобощица
Бобощѝца или Бобошѝца, в местния диалект понякога и Бобошчѝца, често неправилно Бобошница (на албански: Boboshticë или Boboshtica; на румънски: Boboştiţa; на гръцки: Μπομποστίτσα, Бобостица) е село в Албания в област Корча. В миналото Бобощица заедно със съседното село Дреново има преобладаващо българско население, почти асимилирано вследствие на силните процеси на албанизация и елинизация. Към началото на XXI век само десетина души в Бобощица говорят български език.

## География
Селото е разположено на осем километра южно от град Корча в подножието на планината Морава в долината на река Дунавица.

## История
Бобощица е последното от многобройните навремето български села в Корчанско. Джеймс Петифър пише, че местна легенда гласи, че селото е основано от полски заселници, изостанали след един кръстоносен поход.
Смята се, че църквата „Свети Йоан Предтеча“ в Бобощица е построена през XVI век. Според османски документи в 1486 година османският султан Баязид II дарил на своя мирахор, местния потурчен албанец Иляс бей, редица села, включително и Бобощица. Селото е вакъфирано от Баязид заедно с други три села от Корчанска кааза в 1505 г.
Според академик Иван Снегаров през 1503 година в манастира до селото „Свети Николай“ е построена нова църква, на чиято западна стена има гръцки надпис с имената на ктиторите – Богдан, Челко, Вълчо и Телче.
През 1709 година манастирът „Свети Никола“ става ставропигия на Охридската патриаршия.
През 1728 година, заедно с други села в Корчанско, Бобощица става вакъф на Корчанската митрополия. В тази година в Бобощица се провежда и епархийски събор под председателството на охридския патриарх и корчански митрополит Йоасаф II Охридски. Бобощица става лятна патриаршеска и митрополитска резиденция. Този факт се потвърждава и от английския учен и дипломат Уилям Лийк, който през 1805 година пише, че митрополитът се върнал от Бобощица в Корча, когато научил за неговото пристигане. За областта на Корча Лийк пише, че „българският език все още се говори в някои села на тази област“. В 1806 година българинът от Бобощица Константин дарява 100 гроша за отпечатването на книгата на Софроний Врачански „Неделник“.
Бобощица започва да запада след 1814 година, когато албанският независим феодал Али паша Янински включва Бобощица и Дреново към своите 900 чифлици. След смъртта на пашата през 1822 година султан Махмуд II задържал селата като свой емляк. През 1823 година при епидемия от чума в селото умират 24 жители. В 1839 година султанът издава ферман против злоупотребите и насилията над „кротката и добра рая“ в Бобощица.
На 26 октомври 1873 година жителите на Бобощица пишат молба до българския екзарх Антим I, написана с гръцки букви на бобощички диалект. В молбата се казва, че в Бобощица и в Дреново се говори български език, описва се селото, разказва се за неговите околности и за стопанското му положение и се съобщава, че то отвсякъде е обградено от албанци. От писмото става ясно, че при Али паша Янински селото става държавен имот и голяма част от жителите му се преселват във Влашко. По-късно султан Абдул Азис започнал да продава имотите. Бобощани не успяват да се освободят от държавна зависимост и затова се обръщат с молба за помощ към екзарх Антим I.
В 1874 година Бобощица се освобождава от държавна зависимост, като се откупува след обявен търг за 6555 лири. За събирането на сумата местните жители организират лотария, събират пари от свои съселяни, преселени в Корча, Влашко и на други места. Откупът  е заплатен напълно на 15 май 1879 година.  и в 1877 година в селото, както и в съседното Дреново, е отворено гръцко училище и започва усилена гръцка пропаганда. Александър Синве (Les Grecs de l’Empire Ottoman. Etude Statistique et Ethnographique), който се основава на гръцки данни, в 1878 година пише, че във Вощица (Vostitza), Корчанска епархия, живеят 780 гърци.
По Санстефанския мирен договор от 1878 година Бобощица с цяло Корчанско влиза в границите на България, но Берлинският договор връща областта на Османската империя.
В 1880 година селото имало 1004 жители. В 1897 година английският консул Джон Илайджа Блънт пише, че в Бобощица живеят 902 православни българи.
На Етнографската карта на Битолския вилает на Картографския институт в София от 1901 година Бобощица е чисто българско село в Корчанската каза на Корчанския санджак с 200 къщи.
В 1903 година германският учен Хайнрих Гелцер посещава Бобощица и Дреново и пише за тях, че са български острови сред албанците, населяващи района на Корица (Корча), останки от старо славянско население, което след нахлуването на албанците през XIV и XV век е оцеляло в подножието на планините.
По данни на Българската екзархия в началото на XX век в Бобщица има 250 български къщи с 1471 жители. Според Георги Трайчев през 1911/1912 година в Бобощица има 250 български къщи с 1471 жители.
Албанологът Густав Вайганд пише:
| „ | Българските села южно от Корча (Корица), Дреново и Бобошица образуват езиков остров, който не е във връзка с останалата българска езикова област. Това са последните останки от българската езикова област, разпростирала се някога на запад до Адриатическо море, за която напомнят много български имена на местности в района на Томорица и Опара между Берат (наричан някога Белград) и Корча. | “ |

Боривое Милоевич пише в 1921 година („Южна Македония“), че Бобошница има 200 къщи славяни християни.
В доклад от 1 май 1929 година Сребрен Поппетров, главен инспектор-организатор на църковно-училищното дело на българите в Албания, пише, че в Бобощица и Дреново живеят 2800 българи. Според Поппетров Бобощица има 250 къщи с около 1200 души. До към 1915 година двете корчански български села Бобощица и Дреново се сродяват само помежду си и със селяни от нестрамското Слимница, като обичаите и говорът на слимничани е като тези в Бобощица и Дреново.
През 20-те и 30-те години на ХХ век в Румъния съществува братство на преселниците от Бобощица. Повечето от тези преселници по това време все още говорят на бобощенския български диалект.
В 1963 година църквите „Свети Йоан“ и „Свети Димитър“ са обявени за културни паметници на Албания.
През 2005 година Бобощица е посетено от албанския езиковед Джелал Или, който пише че в селото само пет-шест души говорят „славянски език“. В същата година трима български езиковеди от Софийския университет посещават Бобощица и Дреново, като в първото откриват шестима носители на говора, а във второто само една жена.
В 2005 година в Бобощица започва да функционира гръцко училище „Омирос“. Много семейства от Бобощица емигрират в Гърция.
До 2015 година селото е част от община Дреново.
Селото е известно с черничовата си ракия.

## Говор
В 30-те години на XX век френският учен Андре Мазон посещава Корчанско, включително и Бобощица и събира документи и образци от българския говор на населението. Тези документи заедно с писмото до екзарха използва българският езиковед професор Любомир Милетич, който пише няколко статии, посветени на Корчанския български диалект. В бобощенския говор има значителни следи от старобългарския назализъм, подобно на съседния му от изток костурски говор.
Според Милетич говорът на компактната група бежанци от Западна Македония в село Айдемир, наричана от околните българското население арнаути, е почти еднакъв с говора на бобощичани, което означава, че тези айдемирци са бежанци от Корчанско.
Сръбският професор и езиковед Стоян Новакович, който по-късно става един от бащите на македонизма, също изследва бобощенския говор в своята статия „Приноси към изследването на македонските диалекти“, обнародвана в „Архив фюр славише филологи“ на професор Ватрослав Ягич. Новакович прави анализ на бобощенския говор на базата на текстове от родения в Бобощица информатор Търпо Тимков, слуга в Цариградска гостилница. Новакович също обръща внимание на запазения назализъм и нарича бобощенския и дреновския говор български.
С бобощенския говор се занимават и руската езиковедка албанистка Агния Десницка, македонският езиковед Божидар Видоески и българският езиковед Благой Шклифов.

## Личности
Родени в Бобощица
- Герг Бубани (1889 – 1954), албански публицист и писател
- Димитър Цанцо (1814 – 1904), български просветен деец
- Виктор Ефтимиу (1889 – 1972), румънски поет и драматург, академик
- Лукса Икономова-Петрова (1827 – 1910), дъщеря на свещеник, отраснала в Свищов, съпруга на плевенския първенец Маринчо Петров, майка на родоначалника на модерната българска хирургия д-р Асен Петров
- Сотир Кунешка (1912 – 1991), албански физик